# NHK Trophy de 1995
NHK Trophy de 1995 foi a décima sexta edição do NHK Trophy, um evento anual de patinação artística no gelo organizado pela Federação Japonesa de Patinação (em japonês:  日本スケート連盟), e que fez parte do Champions Series de 1995–96. A competição foi disputada entre os dias 7 de dezembro e 10 de dezembro, na cidade de Nagoya, Japão.

## Eventos
- Individual masculino
- Individual feminino
- Duplas
- Dança no gelo

## Medalhistas
| Evento                        | Ouro                                        | Prata                                     | Bronze                                             |
| Individual masculino detalhes | Elvis Stojko · Canadá                       | Igor Pashkevich · Rússia                  | Philippe Candeloro · França                        |
| Individual feminino detalhes  | Lu Chen · China                             | Hanae Yokoya · Japão                      | Olga Markova · Rússia                              |
| Duplas detalhes               | Evgenia Shishkova · Vadim Naumov · Rússia   | Mandy Wötzel · Ingo Steuer · Alemanha     | Natalia Krestyaninova · Alexei Torchinski · Rússia |
| Dança no gelo detalhes        | Marina Anissina · Gwendal Peizerat · França | Shae-Lynn Bourne · Victor Kraatz · Canadá | Anna Semenovich · Vladimir Fedorov · Rússia        |

## Resultados

### Individual masculino
| Pos.              | Nome               | Nacionalidade  | Pontos | PC | PL |
| ----------------- | ------------------ | -------------- | ------ | -- | -- |
| Medalha de ouro   | Elvis Stojko       | Canadá         | 1.5    | 1  | 1  |
| Medalha de prata  | Igor Pashkevich    | Rússia         | 3.5    | 3  | 2  |
| Medalha de bronze | Philippe Candeloro | França         | 4.0    | 2  | 3  |
| 4                 | Takeshi Honda      | Japão          | 7.0    | 6  | 4  |
| 5                 | Steven Cousins     | Reino Unido    | 7.5    | 5  | 5  |
| 6                 | Shepherd Clark     | Estados Unidos | 8.0    | 4  | 6  |
| 7                 | Min Zhang          | China          | 10.5   | 7  | 7  |
| 8                 | Alexander Abt      | Rússia         | 13.0   | 8  | 9  |
| 9                 | Szabolcs Vidrai    | Hungria        | 14.0   | 12 | 8  |
| 10                | Seiichi Suzuki     | Japão          | 14.5   | 9  | 10 |
| 11                | David Liu          | Taipé Chinesa  | 16.0   | 10 | 11 |
| 12                | Shin Amano         | Japão          | 17.5   | 11 | 12 |

### Individual feminino
| Pos.              | Nome              | Nacionalidade | Pontos | PC | PL |
| ----------------- | ----------------- | ------------- | ------ | -- | -- |
| Medalha de ouro   | Lu Chen           | China         | 1.5    | 1  | 1  |
| Medalha de prata  | Hanae Yokoya      | Japão         | 4.0    | 4  | 2  |
| Medalha de bronze | Olga Markova      | Rússia        | 4.5    | 3  | 3  |
| 4                 | Surya Bonaly      | França        | 6.0    | 2  | 5  |
| 5                 | Maria Butyrskaya  | Rússia        | 6.5    | 5  | 4  |
| 6                 | Vanessa Gusmeroli | França        | 9.5    | 7  | 6  |
| 7                 | Jennifer Robinson | Canadá        | 11.0   | 6  | 8  |
| 8                 | Kumiko Koiwai     | Japão         | 12.0   | 10 | 7  |
| 9                 | Tatiana Malinina  | Uzbequistão   | 13.5   | 9  | 9  |
| 10                | Meijia Lu         | China         | 14.0   | 8  | 10 |
| 11                | Boon-Sun Park     | Coreia do Sul | 16.5   | 11 | 11 |

### Duplas
| Pos.              | Nome                                      | Nacionalidade  | Pontos | PC | PL |
| ----------------- | ----------------------------------------- | -------------- | ------ | -- | -- |
| Medalha de ouro   | Evgenia Shishkova / Vadim Naumov          | Rússia         | 1.5    | 1  | 1  |
| Medalha de prata  | Mandy Wötzel / Ingo Steuer                | Alemanha       | 3.0    | 2  | 2  |
| Medalha de bronze | Natalia Krestyaninova / Alexei Torchinski | Rússia         | 4.5    | 3  | 3  |
| 4                 | Kyoko Ina / Jason Dungjen                 | Estados Unidos | 6.5    | 5  | 4  |
| 5                 | Marina Khalturina / Andrei Krukov         | Cazaquistão    | 7.0    | 4  | 5  |
| 6                 | Michelle Menzies / Jean-Michel Bombardier | Canadá         | 9.0    | 6  | 6  |
| 7                 | Bao Sun / Bingyang Liu                    | China          | 10.5   | 7  | 7  |

### Dança no gelo
| Pos.              | Nome                                      | Nacionalidade | Pontos | DC1 | DC2 | DO | DL |
| ----------------- | ----------------------------------------- | ------------- | ------ | --- | --- | -- | -- |
| Medalha de ouro   | Marina Anissina / Gwendal Peizerat        | França        | 2.4    | 2   | 2   | 1  | 1  |
| Medalha de prata  | Shae-Lynn Bourne / Victor Kraatz          | Canadá        | 3.6    | 1   | 1   | 2  | 2  |
| Medalha de bronze | Anna Semenovich / Vladimir Fedorov        | Rússia        | 7.0    | 4   | 4   | 4  | 3  |
| 4                 | Elizaveta Stekolnikova / Dmitri Kazarlyga | Cazaquistão   | 7.0    | 3   | 3   | 3  | 4  |
| 5                 | Nakako Tsuzuki / Juris Razgulajevs        | Japão         | 10.0   | 5   | 5   | 5  | 5  |
| 6                 | Barbara Piton / Alexandre Piton           | França        | 12.2   | 7   | 6   | 6  | 6  |
| 7                 | Olga Sharutenko / Dmitri Naumkin          | Rússia        | 13.8   | 6   | 7   | 7  | 7  |
| 8                 | Aya Kawai / Hiroshi Tanaka                | Japão         | 16.0   | 8   | 8   | 8  | 8  |

## Quadro de medalhas
| Ordem | País     | Medalha de ouro | Medalha de prata | Medalha de bronze |    | Ordem por total |
| ----- | -------- | --------------- | ---------------- | ----------------- | -- | --------------- |
| 1     | Rússia   | 1               | 1                | 3                 | 5  | 1               |
| 2     | Canadá   | 1               | 1                |                   | 2  | 2               |
| 3     | França   | 1               |                  | 1                 | 2  | 2               |
| 4     | China    | 1               |                  |                   | 1  | 4               |
| 5     | Alemanha |                 | 1                |                   | 1  | 4               |
| 5     | Japão    |                 | 1                |                   | 1  | 4               |
| TOTAL | TOTAL    | 4               | 4                | 4                 | 12 | —               |